# Bermersheim
Bermersheim ist eine Ortsgemeinde im Landkreis Alzey-Worms in Rheinland-Pfalz. Sie gehört der Verbandsgemeinde Wonnegau an. Bermersheim ist eine Weinbaugemeinde in Rheinhessen.

## Geographie
Erreichbar ist Bermersheim durch die Autobahnanschlussstelle Gundersheim an der A 61 oder mit dem öffentlichen Personalverkehr von Worms.
Die Nachbargemeinden im Uhrzeigersinn: Westhofen, Gundheim, Flörsheim-Dalsheim und Gundersheim.

## Geschichte
Die älteste erhaltene Erwähnung von Bermersheim findet sich in einer Urkunde der Abtei Lorsch aus dem Jahr 780. Der Ort gehörte ursprünglich den Grafen von Leiningen, die Rechte im Dorf als Lehen vergaben. Auch das Kloster Otterberg war mit einer Gülte im Ort berechtigt. Im 15. Jahrhundert besaß die Familie Nagel von Dirmstein die Vogtei und das Patronatsrecht. Dieter Nagel verkaufte im Jahr 1464 beides an den Kurfürsten Friedrich I., die Rechte der Leininger gingen 1468 an Kurpfalz. Bezüglich der Niedergerichtsbarkeit war der Ort der zum Oberamt Alzey gehörenden Schultheißerei Dalsheim zugeordnet. Um 1780 enthielt die Gemarkung 621 Morgen Äcker und 30 Morgen „Wingerte“, es wurden 39 Häuser gezählt.

Nach der Einnahme des linken Rheinufers durch französische Revolutionstruppen wurde die Region 1793 von Frankreich annektiert. 
 Verzögert durch die Koalitionskriege wurde die Annexion erst nach 1797 konsolidiert und Bermersheim gehörte von 1798 bis 1814 zum Kanton Alzey im Departement Donnersberg. Gerichtlich war im Bereich des Kantons für die Zivilgerichtsbarkeit das Friedensgericht Alzey zuständig, für die Angelegenheiten der freiwilligen Gerichtsbarkeit im übrigen Notariate.
Aufgrund von 1815 auf dem Wiener Kongress getroffenen Vereinbarungen und eines 1816 zwischen dem Großherzogtum Hessen, Österreich und Preußen geschlossenen Staatsvertrags kam Rheinhessen, und damit auch die Gemeinde Bermersheim, zum Großherzogtum Hessen, das das neu erworbene Gebiet als Provinz Rheinhessen organisierte. Nach der Auflösung der Kantone in der Provinz kam der Ort 1835 zum neu errichteten Kreis Worms, zu dem er bis 1969 gehörte.
Nach dem Zweiten Weltkrieg gehörte die Gemeinde zur französischen Besatzungszone und wurde 1946 Teil des neu gebildeten Landes Rheinland-Pfalz.
Bevölkerungsentwicklung
Die Entwicklung der Einwohnerzahl von Bermersheim, die Werte von 1871 bis 1987 beruhen auf Volkszählungen:
| Jahr | Einwohner |
| 1815 | 250       |
| 1835 | 329       |
| 1871 | 259       |
| 1905 | 261       |
| 1939 | 262       |
| 1950 | 336       |

| Jahr | Einwohner |
| 1961 | 275       |
| 1970 | 272       |
| 1987 | 241       |
| 1997 | 298       |
| 2005 | 324       |
| 2023 | 391       |

## Politik

### Gemeinderat
Der Gemeinderat in Bermersheim besteht aus acht Ratsmitgliedern, die bei der Kommunalwahl am 9. Juni 2024 in einer Mehrheitswahl gewählt wurden, und dem ehrenamtlichen Ortsbürgermeister als Vorsitzendem. Bei den Wahlen bis 2014 wurde in einer personalisierten Verhältniswahl abgestimmt, da mehrere Listen zur Auswahl standen.
Die Sitzverteilung im Gemeinderat:
| Wahl | SPD               | FDP               | FWG               | Gesamt  |
| ---- | ----------------- | ----------------- | ----------------- | ------- |
| 2024 | per Mehrheitswahl | per Mehrheitswahl | per Mehrheitswahl | 8 Sitze |
| 2019 | per Mehrheitswahl | per Mehrheitswahl | per Mehrheitswahl | 8 Sitze |
| 2014 | 2                 | 3                 | 3                 | 8 Sitze |
| 2009 | 2                 | 3                 | 3                 | 8 Sitze |
| 2004 | 2                 | 3                 | 3                 | 8 Sitze |

- FWG = Freie Wählergruppe Wonnegau

### Bürgermeister
Ortsbürgermeister ist Andreas Obenauer (parteilos). Bei der Direktwahl am 26. Mai 2019 wurde er mit einem Stimmenanteil von 76,63 % gewählt und ist damit Nachfolger von Iris Cappel, die nach 10 Jahren im Amt nicht mehr kandidiert hatte. Bei der Direktwahl am 9. Juni 2024 wurde Obenauer ohne Gegenkandidaten mit 68,5 % der Stimmen für weitere fünf Jahre in seinem Amt bestätigt.

### Wappen
| Wappen von Bermersheim | Blasonierung: „In Silber drei grüne Ähren mit einem quer darübergelegten schwarzen Karst mit rotem Stiel.“ |
| Wappen von Bermersheim | |

## Naturdenkmäler
Bermersheim ist einer der Fundorte in Rheinhessen mit etwa zehn Millionen Jahre alten Säugetierresten aus den Dinotheriensanden des Ur-Rheins. Der Begriff Dinotheriensande beruht darauf, dass diese Ablagerungen häufig Zähne und Knochenreste des Rüsseltieres Dinotherium (auch Deinotherium genannt) enthalten.